# Вулиця Юліана Опільського (Тернопіль)
Вулиця Юліана Опільського — одна з вулиць міста Тернополя, розташована в його історичній частині. Названа на честь українського письменника Юліана Опільського, уродженця міста.

## Відомості

Фасад колишнього костелу

Розпочинається від вулиці Камінної, перетинається з вулицею вулиці Крушельницької, простує до вулиці За Рудкою, на перетині з якою закінчується.
Рух автотранспорту від початку до перехрестя з вулицею Крушельницької — односторонній, від вказаного перехрестя до кінця вулиці — двосторонній. Дорожнє покриття від початку до кінця вулиці — асфальт.

## Установи, організації
- швейна фабрика (будівля — колишній костел єзуїтів)[3]

## Будівлі
- № 2 — будинок, у якому проживав волонтер міжнародного «Корпусу миру», архітектор, громадський діяч, почесний громадянин Тернополя Джон Звожек
- № 6 — будинок подружжя Володимира та Олімпії Вітошинських. Володимир Вітошинський (1869—1930), тернопільський лікар, учасник багатьох українських організацій і пропагандист спорту серед молоді, очолював Тернопільську організацію українського товариства «Сокіл». Його дружина Олімпія, також знана учасниця добродійних акцій. У цьому будинку часто гостював батько Володимира Йосип Вітошинський, а також Василь Стефаник, товариш Володимира ще зі студентських літ.[4] З цієї нагоди на ньому 1991 року встановили пам'ятну таблицю[5].